# Bathyleberis beringensis
Bathyleberis beringensis är en kräftdjursart som beskrevs av Louis S. Kornicker 1988. Bathyleberis beringensis ingår i släktet Bathyleberis och familjen Cylindroleberididae. Inga underarter finns listade.